# Fulton (Mississippi)
Fulton é uma cidade localizada no estado americano de Mississippi, no Condado de Itawamba.

## Demografia
Segundo o censo americano de 2000, a sua população era de 3882 habitantes.
Em 2006, foi estimada uma população de 4095, um aumento de 213 (5.5%).

## Geografia
De acordo com o United States Census Bureau tem uma área de
22,9 km², dos quais 22,3 km² cobertos por terra e 0,6 km² cobertos por água. Fulton localiza-se a aproximadamente 90 m acima do nível do mar.

## Localidades na vizinhança
O diagrama seguinte representa as localidades num raio de 28 km ao redor de Fulton.